# Stjepan Konzul Istranin
Stjepan Konzul Istranin (Pinguente, 1521 – Eisenstadt, 1568) fu un riformatore protestante originario dell'Istria, che scrisse e tradusse libri in dialetto ciacavo. Istrianin fu il più importante scrittore protestante di lingua croata. 
Istranin nacque a Pinguente nel 1521. A quel tempo, Pinguente faceva parte dell'Impero Asburgico, era sotto la giurisdizione della diocesi cattolica di Capodistria, e lo slavo ecclesiastico antico era in uso per i testi liturgici.
Istranin iniziò la sua carriera a Stari Pazin come parroco, scrivendo testi in glagolitico fino al 1549, anno in cui venne bandito perché protestante. Su consiglio di Primož Trubar, Istranin si recò a Lubiana nel 1559, dove il suo futuro collega Antun Dalmatin era già impegnato nella traduzione di testi liturgici.

## L'Istituto biblico slavo meridionale
L'Istituto biblico slavo meridionale fu fondato ad Urach nel gennaio 1561 da Hans von Ungnad, che fu suo proprietario e mecenate. Ungand installò una tipografia all'interno dell'istituto, che egli definì "la tipografia slovena, croata e cirillica". Il direttore e supervisore dell'Istituto era Primož Trubar.
Dopo essere stato invitato da Trubar, Istranin si recò a Urach, dove collaborò con Antun Dalmatin, un buon conoscitore della scrittura cirillica che fu invitato a Urach come direttore della stampa. Trubar ingaggiò Istranin e Dalmatin come traduttori in lingua croata e serba al fine di tradurre la propria traduzione in lingua slovena del Nuovo Testamento e stamparla in alfabeto latino, glagolitico e cirillico. Le placche per la stampa dei testi in caratteri cirillici furono modellate da artigiani di Norimberga. I libri che essi stamparono presso la tipografia di Urach erano progettati per essere utilizzati in tutto il territorio popolato da slavi meridionali tra il fiume Isonzo e il Mar Nero. Trubar intendeva utilizzare queste nuove stampe per diffondere il protestantesimo tra i croati e gli altri slavi del sud.
Dalmatin e Istranin basarono il linguaggio del testo tradotto sul dialetto ciacavo settentrionale, con l'aggiunta di elementi di stocavo e icavo. Alcuni membri dell'istituto, incluso Trubar, non erano apparentemente soddisfatti delle traduzioni di Dalmatin e Istranin. Essi si misero alla ricerca di un nuovo traduttore. Alla fine, essi riuscirono ad ingaggiare due sacerdoti ortodossi serbi, Jovan Maleševac dalla Bosnia ottomana e Matija Popović dalla Serbia ottomana.
Secondo un elenco di libri conservati nella Biblioteca universitaria di Tubinga, Istranin e Dalmatin stamparono 25.000 libri a Tubinga e Urach. Il libro più importante che essi pubblicarono rimane probabilmente la traduzione del Nuovo Testamento basata sulla traduzione di Trubar.